# Лехчево
Лехче́во (болг. Лехчево) — село в Монтанській області Болгарії. Входить до складу общини Бойчиновці.

## Населення
За даними перепису населення 2011 року у селі проживали 1797 осіб.
Національний склад населення села:
| Національність   | Кількість осіб | Відсоток |
| ---------------- | -------------- | -------- |
| болгари          | 1640           | 92,4%    |
| цигани           | 125            | 7,0%     |
| не визначились   | 6              | 0,3%     |
| Всього відповіли | 1775           |          |

Розподіл населення за віком у 2011 році:
Динаміка населення: